# 斯塔魯尼亞
48°42′38″N 24°29′29″E / 48.71056°N 24.49139°E
斯塔魯尼亞（烏克蘭語：Старуня），是烏克蘭西部的村莊，隸屬伊萬諾-弗蘭科夫斯克州的伊萬諾-弗蘭科夫斯克區。該村面積14平方公里，2001年人口1,954，人口密度每平方公里139.6人。